# Kranenburger Kreuzwallfahrt

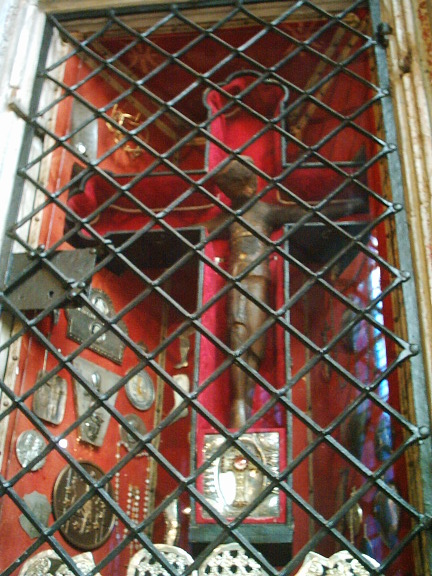
Kranenburger Kreuz

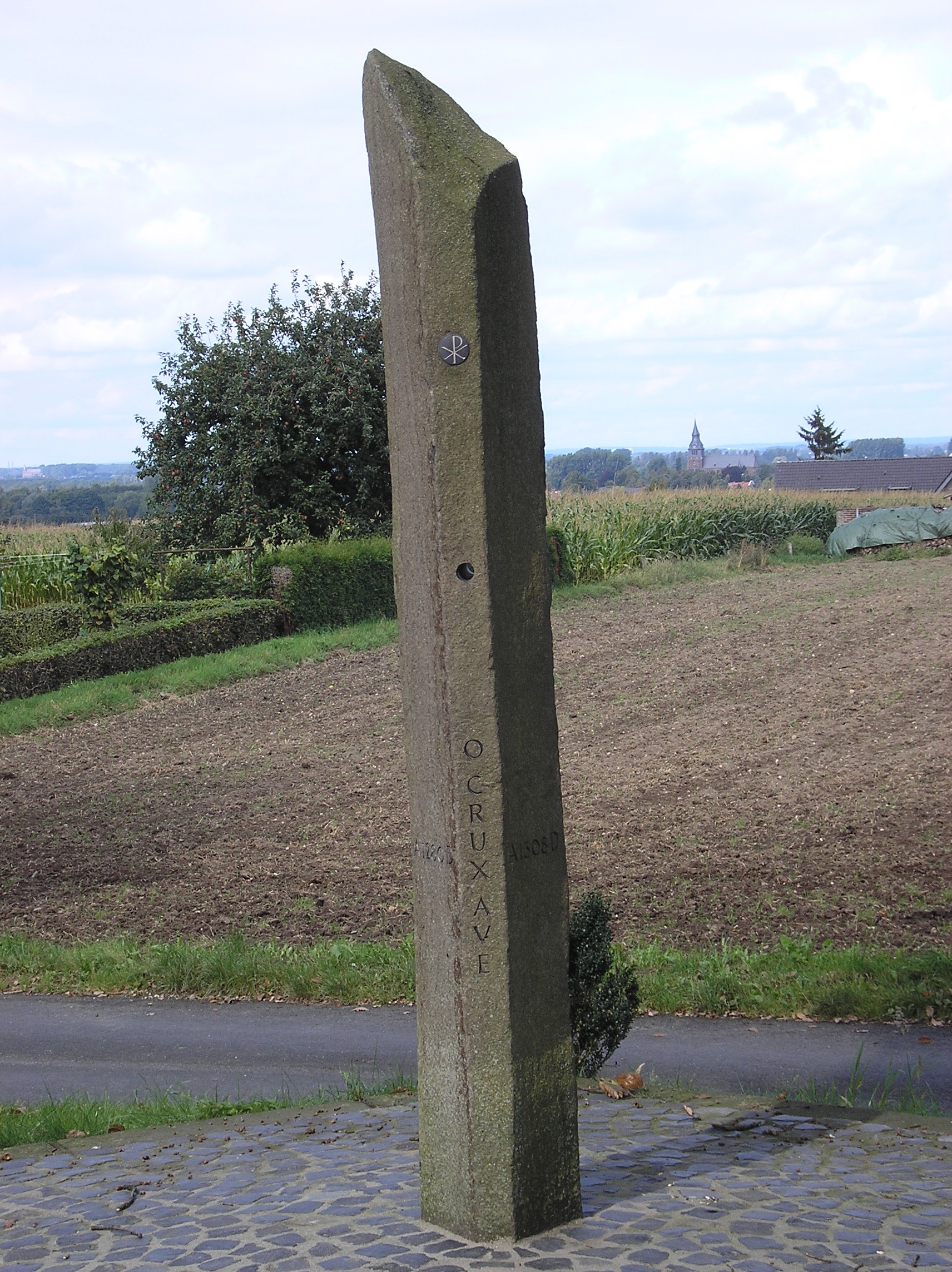
Der neue Heiligkreuzstock am Reichswald. Im Hintergrund ist die Kirche von Kranenburg zu erkennen.

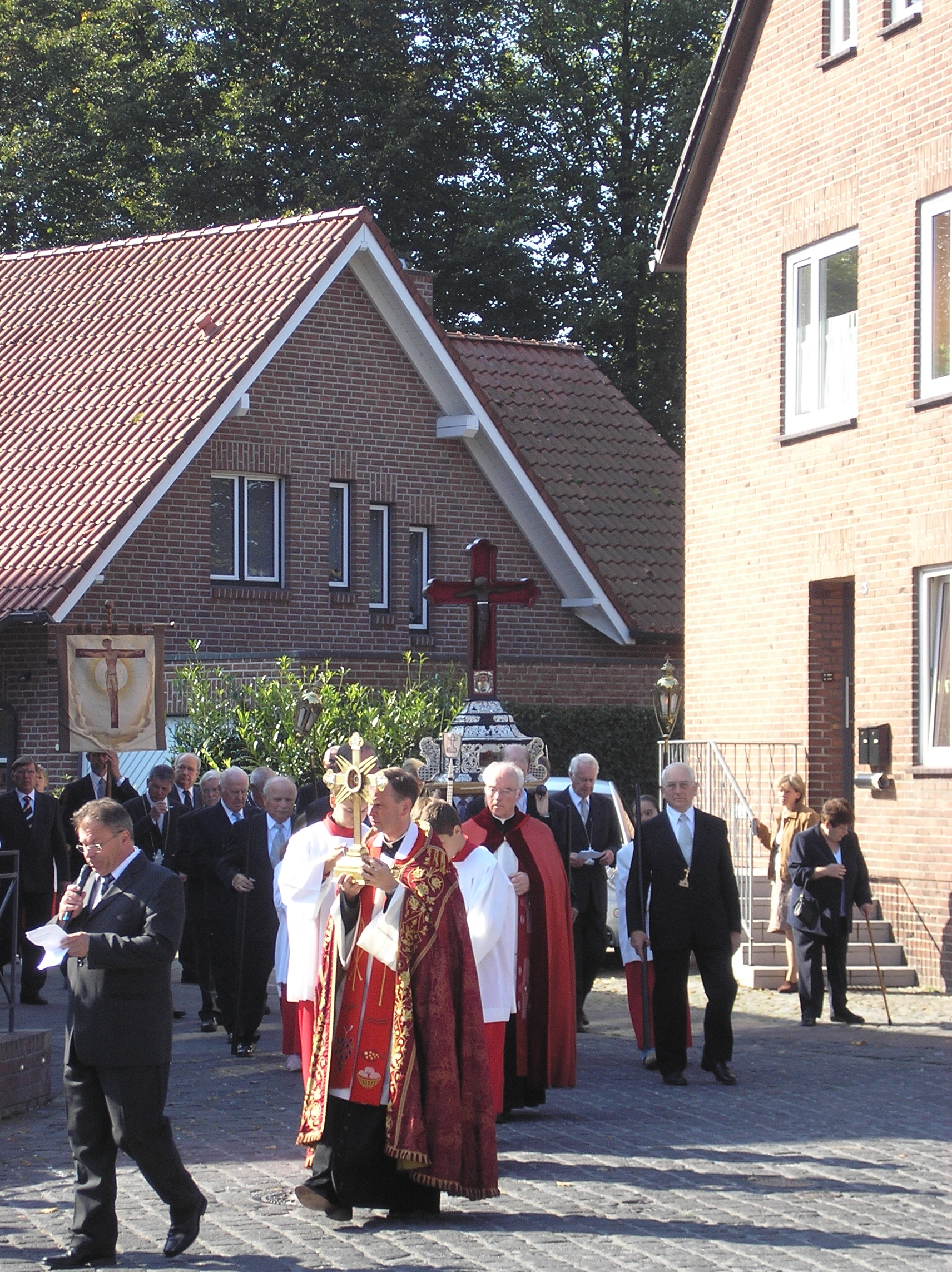
Kreuztracht 2007

Im Mittelpunkt der Kranenburger Wallfahrt zum Wundertätigen Kreuz steht eine schlichte Holzfigur des gekreuzigten Christus.

## Geschichte
Der Legende zufolge soll ein Hirte aus dem Neuenhof bei Kranenburg zu Ostern 1279 oder 1280 eine konsekrierte Hostie in einen Baum im Reichswald fallen gelassen haben; bei der Fällung dieses Baumes 1308 sei dann die Christusfigur gefunden und in der Kirche von Kranenburg aufgestellt worden, wo sie schnell zum Ziel zahlreicher Pilger wurde. Historisch nachweisbar ist die Kreuzverehrung in Kranenburg seit dem Ende des 14. Jahrhunderts; ihren Höhepunkt erreichte sie in der ersten Hälfte des 15. Jahrhunderts, als die Spendengelder den Bau einer großen dreischiffigen Kirche ermöglichten, an die 1436 auch das Martinsstift aus dem Dorf Zyfflich verlegt wurde.
Im 16. Jahrhundert kam die Wallfahrt zeitweise zum Erliegen, nachdem Herzog Wilhelm V. das Kreuz auf die Klever Burg hatte bringen lassen. In der Frühen Neuzeit war die Kranenburger Wallfahrt insbesondere für Katholiken aus den protestantisch dominierten Niederlanden attraktiv; so ist auch die 1666 erschienene Geschichte der Kranenburger Kreuzverehrung des Stiftsdekans Johannes van Wanray in niederländischer Sprache verfasst.
Seit dem 19. Jahrhundert erlebte die Wallfahrt einen erneuten Aufschwung; zu den Höhepunkten gehörten die Jubiläumsfeiern von 1808 und 1908 und die Jahre nach dem Zweiten Weltkrieg. 2008 beging die Kranenburger Pfarre das 700-jährige Jubiläum der Kreuzwallfahrt.
Die Kreuzprozession findet jährlich am ersten Sonntag nach Kreuzerhöhung (14. September) statt.